# Nová Ves I
Nová Ves I település Csehországban, a Kolíni járásban. Nová Ves I Pňov-Předhradí, Veltruby, Velim, Kolín és Křečhoř településekkel határos. Lakosainak száma 1382 fő (2024. január 1.).

## Népesség
A település lakosságának változását az alábbi diagram mutatja:
| Lakosok száma | 971  | 1230 | 1343 | 1325 | 1138 | 1271 | 1231 | 1247 | 1315 | 1382 |
|               | 1869 | 1900 | 1921 | 1961 | 1980 | 2011 | 2016 | 2019 | 2021 | 2024 |